# Cabriolino
Cabriolino war eine spanische Automarke.

## Unternehmensgeschichte
Das Unternehmen Indcar S.A. aus Arbúcies stellt Busse her. Im Jahre 1989 produzierte es zusätzlich Automobile, die als Cabriolino vermarktet wurden. 

## Fahrzeuge
Das einzige Modell war ein verkleinerter Nachbau des Jeep. Für den Antrieb sorgte ein Zweizylindermotor von Briggs & Stratton mit 480 cm³ Hubraum und 15 PS Leistung, der ursprünglich für den Antrieb von Rasenmähern entwickelt worden war. Die Kraftübertragung übernahm ein Automatikgetriebe. Die Karosserie bestand aus Kunststoff.